# Élections européennes de 1979 en Écosse
Des élections européennes de 1979 ont lieu le 7 juin 1979 pour élire 8 des 81 députés européens britanniques.

## Résultats
| Inscrits           | Inscrits           | Inscrits           | 3 801 010 |             |                     |                     |
| Suffrages exprimés | Suffrages exprimés | Suffrages exprimés | 1 279 009 |             | 8 sièges à pourvoir | 8 sièges à pourvoir |
|                    |                    |                    |           |             |                     |                     |
| Liste              | Tête de liste      |                    | Suffrages | Pourcentage | Sièges acquis       | Var.                |
| Parti conservateur | Néant              |                    | 430 772   | 33,68 %     | 5 / 8               |                     |
| Parti travailliste | Néant              |                    | 421 968   | 32,99 %     | 2 / 8               |                     |
| SNP                | Néant              |                    | 247 836   | 19,38 %     | 1 / 8               |                     |
| Parti libéral      | Néant              |                    | 178 433   | 13,95 %     | 0 / 8               |                     |

## Par circonscription

### Glasgow
| Candidats                      | Candidats                      | Partis                         | Voix    | %    | +/− |
| ------------------------------ | ------------------------------ | ------------------------------ | ------- | ---- | --- |
|                                | Janey Buchan                   | Parti travailliste             | 73 846  | 49,0 |     |
|                                | B. Vaughan                     | Parti conservateur             | 41 144  | 27,3 |     |
|                                | George Leslie                  | Parti national écossais        | 24 776  | 16,4 |     |
|                                | Elspeth Attwooll               | Parti libéral                  | 11 073  | 7,3  |     |
| Total (Participation : 28,2 %) | Total (Participation : 28,2 %) | Total (Participation : 28,2 %) | 150 704 | 100  |     |

### Highlands and Islands
| Candidats                      | Candidats                      | Partis                         | Voix    | %    | +/− |
| ------------------------------ | ------------------------------ | ------------------------------ | ------- | ---- | --- |
|                                | Winnie Ewing                   | Parti national écossais        | 39 991  | 34,0 |     |
|                                | D.R. Johnston                  | Parti libéral                  | 36 109  | 30,7 |     |
|                                | M. Joughin                     | Parti conservateur             | 30 776  | 26,1 |     |
|                                | J.G. Watson                    | Parti travailliste             | 10 846  | 9,2  |     |
| Total (Participation : 39,4 %) | Total (Participation : 39,4 %) | Total (Participation : 39,4 %) | 117 722 | 100  |     |

### Lothians
| Candidats                      | Candidats                      | Partis                         | Voix    | %    | +/− |
| ------------------------------ | ------------------------------ | ------------------------------ | ------- | ---- | --- |
|                                | Ian Dalziel                    | Parti conservateur             | 66 761  | 35,6 |     |
|                                | A.A. Mackie                    | Parti travailliste             | 61 180  | 32,6 |     |
|                                | D.J.D. Stevenson               | Parti national écossais        | 29 935  | 16,0 |     |
|                                | R.L. Smith                     | Parti libéral                  | 29 518  | 15,8 |     |
| Total (Participation : 34,9 %) | Total (Participation : 34,9 %) | Total (Participation : 34,9 %) | 187 394 | 100  |     |

### Mid Scotland and Fife
| Candidats                      | Candidats                      | Partis                         | Voix    | %    | +/− |
| ------------------------------ | ------------------------------ | ------------------------------ | ------- | ---- | --- |
|                                | John Purvis                    | Parti conservateur             | 66 255  | 35,1 |     |
|                                | M. Panko                       | Parti travailliste             | 58 768  | 31,2 |     |
|                                | Robert McIntyre                | Parti national écossais        | 45 426  | 24,1 |     |
|                                | J.M. Calder                    | Parti libéral                  | 18 112  | 9,6  |     |
| Total (Participation : 35,0 %) | Total (Participation : 35,0 %) | Total (Participation : 35,0 %) | 188 561 | 100  |     |

### North East Scotland
| Candidats                      | Candidats                      | Partis                         | Voix    | %    | +/− |
| ------------------------------ | ------------------------------ | ------------------------------ | ------- | ---- | --- |
|                                | James Provan                   | Parti conservateur             | 51 930  | 33,0 |     |
|                                | Lord Mackie of Benshie         | Parti libéral                  | 38 516  | 24,5 |     |
|                                | D.E. Clyne                     | Parti travailliste             | 38 139  | 24,2 |     |
|                                | Colin Bell                     | Parti national écossais        | 28 886  | 18,3 |     |
| Total (Participation : 32,7 %) | Total (Participation : 32,7 %) | Total (Participation : 32,7 %) | 157 471 | 100  |     |

### South of Scotland
| Candidats                      | Candidats                      | Partis                         | Voix    | %    | +/− |
| ------------------------------ | ------------------------------ | ------------------------------ | ------- | ---- | --- |
|                                | Alasdair Hutton                | Parti conservateur             | 66 816  | 43,0 |     |
|                                | P.N. Foy                       | Parti travailliste             | 43 145  | 27,7 |     |
|                                | I. MacGibbon                   | Parti national écossais        | 28 694  | 18,5 |     |
|                                | J.R. Wallace                   | Parti libéral                  | 16 825  | 10,8 |     |
| Total (Participation : 34,5 %) | Total (Participation : 34,5 %) | Total (Participation : 34,5 %) | 155 480 | 100  |     |

### Strathclyde East
| Candidats                      | Candidats                      | Partis                         | Voix    | %    | +/− |
| ------------------------------ | ------------------------------ | ------------------------------ | ------- | ---- | --- |
|                                | Ken Collins                    | Parti travailliste             | 72 263  | 49,8 |     |
|                                | Miss M.A. Carse                | Parti conservateur             | 41 482  | 28,6 |     |
|                                | G.S. Murray                    | Parti national écossais        | 21 013  | 14,5 |     |
|                                | Dr. J.D. Watts                 | Parti libéral                  | 10 325  | 7,1  |     |
| Total (Participation : 31,3 %) | Total (Participation : 31,3 %) | Total (Participation : 31,3 %) | 145 083 | 100  |     |

### Strathclyde West
| Candidats                      | Candidats                      | Partis                         | Voix    | %    | +/− |
| ------------------------------ | ------------------------------ | ------------------------------ | ------- | ---- | --- |
|                                | Adam Fergusson                 | Parti conservateur             | 65 608  | 37,2 |     |
|                                | Miss V.A. Friel                | Parti travailliste             | 63 781  | 36,1 |     |
|                                | C.G.M. Slesser                 | Parti national écossais        | 29 115  | 16,5 |     |
|                                | T.R.L. Fraser                  | Parti libéral                  | 17 955  | 10,2 |     |
| Total (Participation : 35,6 %) | Total (Participation : 35,6 %) | Total (Participation : 35,6 %) | 176 459 | 100  |     |

## Députés européens élus
| Circonscription       | Député élu | Député élu      |
| --------------------- | ---------- | --------------- |
| Glasgow               |            | Janey Buchan    |
| Highlands and Islands |            | Winnie Ewing    |
| Lothians              |            | Ian Dalziel     |
| Mid Scotland and Fife |            | John Purvis     |
| North East Scotland   |            | James Provan    |
| South of Scotland     |            | Alasdair Hutton |
| Strathclyde East      |            | Ken Collins     |
| Strathclyde West      |            | Adam Fergusson  |